# Abdenego Nankishi
Abdenego N’Lola „Abed“ Nankishi (* 6. Juli 2002 in Bremerhaven) ist ein deutsch-angolanischer Fußballspieler, der beim VfB Stuttgart unter Vertrag steht.

## Karriere

### Verein
Nankishi, dessen Wurzeln in Angola liegen, hatte vor seinem Wechsel in das Nachwuchsleistungszentrum von Werder Bremen beim TSV Loxstedt aus Loxstedt, einer an Bremerhaven angrenzenden Gemeinde mit rund 20.000 Einwohnern im niedersächsischen Landkreis Cuxhaven, gespielt. Ab der U14 spielte er in der Jugend der Bremer. In den Spielzeiten 2017/18 und 2018/19 spielte er mit den B1-Junioren (U17) 23-mal in der B-Junioren-Bundesliga und erzielte 10 Tore. Nachdem er im April 2019 schon einmal für die A-Junioren (U19) in der A-Junioren-Bundesliga zum Einsatz gekommen war, gehörte der Offensivspieler in der Saison 2019/20 fest der U19 an und erzielte in 18 Spielen 10 Tore, ehe die Spielzeit aufgrund der COVID-19-Pandemie ab März 2020 nicht mehr fortgeführt werden konnte. Zur Saison 2020/21 rückte Nankishi, der in dieser Spielzeit letztmals für die U19 spielberechtigt war, in die zweite Mannschaft auf. Dort absolvierte er 8 Spiele (ein Tor) in der viertklassigen Regionalliga Nord, ehe auch diese Saison aufgrund der Corona-Pandemie ab November 2020 nicht mehr fortgeführt werden konnte.
Zur Saison 2021/22 rückte Nankishi unter Markus Anfang in die Profimannschaft auf, die zuvor in die 2. Bundesliga abgestiegen war. Nachdem der 19-Jährige die ersten beiden Ligaspiele aufgrund muskulärer Probleme verpasst hatte, debütierte er bei einer 0:2-Niederlage gegen den Drittligisten VfL Osnabrück in der ersten Runde des DFB-Pokals als Einwechselspieler für die Profis.
Im August 2022 verlängerte Nankishi seinen Vertrag bei Werder Bremen und wurde gleichzeitig an den niederländischen Zweitligisten Heracles Almelo verliehen. Mit diesen stieg er in der Saison 2022/23 als Meister in die Eredivisie auf. Aufgrund einer Verletzung bekam er dabei kaum Spielzeit, daher blieb er ein weiteres Jahr auf Leihbasis in Almelo. Nankishi kam zwar zu Spielpraxis, konnte sich aber nicht in der Stammelf behaupten und stand nur zweimal in der Startelf. Daher wurde der Leihvertrag am 31. Januar 2024 wieder aufgelöst. Kurz darauf wurde Nankishi vom SV Werder Bremen bis zum Ende der Saison 2023/24 an den TSV 1860 München verliehen. Zur Saison 2024/25 kehrte er nach Bremen zurück, kam für die Profis aber zu keinem Pflichtspieleinsatz. Stattdessen spielte Nankishi regelmäßig für die zweite Mannschaft in der Regionalliga Nord. Am Saisonende verließ er den Verein mit seinem Vertragsende.
Zur Saison 2025/26 wechselte Nankishi ablösefrei in die 3. Liga zur zweiten Mannschaft des VfB Stuttgart.

### Nationalmannschaft
Im Februar 2019 lief Nankishi während des Algarve Cups in drei Partien für die deutsche U17-Nationalmannschaft auf. Anfang September 2020 spielte er beim 1:1 im Freundschaftsspiel gegen Polen ein Mal für die deutsche U19.

## Erfolge
- Aufstieg in die Bundesliga: 2022 (Werder Bremen)
- Niederländischer Zweitligameister und Aufstieg in die Eredivisie: 2023 (Heracles Almelo)

## Sonstiges
Nankishi absolviert eine Ausbildung zum Bürokaufmann. Seine älteren Brüder (* 1998 und 2000) spielen ebenfalls Fußball und waren in der Regionalliga Nord, Bremen-Liga und Oberliga Niedersachsen aktiv.